# Kanton Norrent-Fontes
Kanton Norrent-Fontes (francouzsky Canton de Norrent-Fontes) byl francouzský kanton v departementu Pas-de-Calais v regionu Nord-Pas-de-Calais. Tvořilo ho 18 obcí. Zrušen byl po reformě kantonů 2014.

## Obce kantonu
- Auchy-au-Bois
- Blessy
- Bourecq
- Estrée-Blanche
- Ham-en-Artois
- Isbergues
- Lambres
- Liettres
- Ligny-lès-Aire
- Linghem
- Mazinghem
- Norrent-Fontes
- Quernes
- Rely
- Rombly
- Saint-Hilaire-Cottes
- Westrehem
- Witternesse